# Campionato mondiale di hockey su ghiaccio maschile 2001
Il 65º Campionato mondiale di hockey su ghiaccio maschile, organizzato sotto il patrocinio dell'International Ice Hockey Federation, si è svolto in Germania, che lo ha ospitato nelle città di Colonia, Hannover e Norimberga nel 2001.
Il torneo è stato vinto dalla Repubblica Ceca, che ha sconfitto in finale la Finlandia. Al gradino più basso del podio è giunta invece la squadra della Svezia, che si è imposta sulla Stati Uniti nella gara valida per la medaglia di bronzo.

## Classifica
| Pos. | Squadra     |
| ---- | ----------- |
| 1    | Rep. Ceca   |
| 2    | Finlandia   |
| 3    | Svezia      |
| 4    | Stati Uniti |
| 5    | Canada      |
| 6    | Russia      |
| 7    | Slovacchia  |
| 8    | Germania    |
| 9    | Svizzera    |
| 10   | Ucraina     |
| 11   | Austria     |
| 12   | Italia      |
| 13   | Lettonia    |
| 14   | Bielorussia |
| 15   | Norvegia    |
| 16   | Giappone    |